# Вудхауз, Сэмюэл Вашингтон
Сэ́мюэл Ва́шингтон Ву́дхауз (англ. Samuel Washington Woodhouse, 27 июня 1821 — 23 октября 1904) — американский хирург, исследователь и натуралист.

## Биография
Вудхауз изучал медицину в университете Пенсильвании, где получил докторскую степень в 1847 году. Недолгое время он работал фельдшером в больнице в Филадельфии. Затем в качестве врача и натуралиста он отправился в двухлетнюю экспедицию капитана Лоренсо Ситгривса, который на пути от Сан-Антонио до Сан-Диего исследовал возможность прокладки постоянного маршрута от реки Зуни до Тихого океана. Он опубликовал восемь статей о птицах и млекопитающих в «Proceedings of the Academy of Natural Sciences of Philadelphia» (1852—1853). Он описал три новых вида птиц и четыре вида млекопитающих. Свои мемуары он назвал «A Naturalist in Indian Territory: The Journal of S. W. Woodhouse, 1849-50». В 1903 году он стал членом Американского общества орнитологов.
Жаба Вудхауза (Bufo woodhousii) названа в честь учёного.